# 아프리야니 라하유

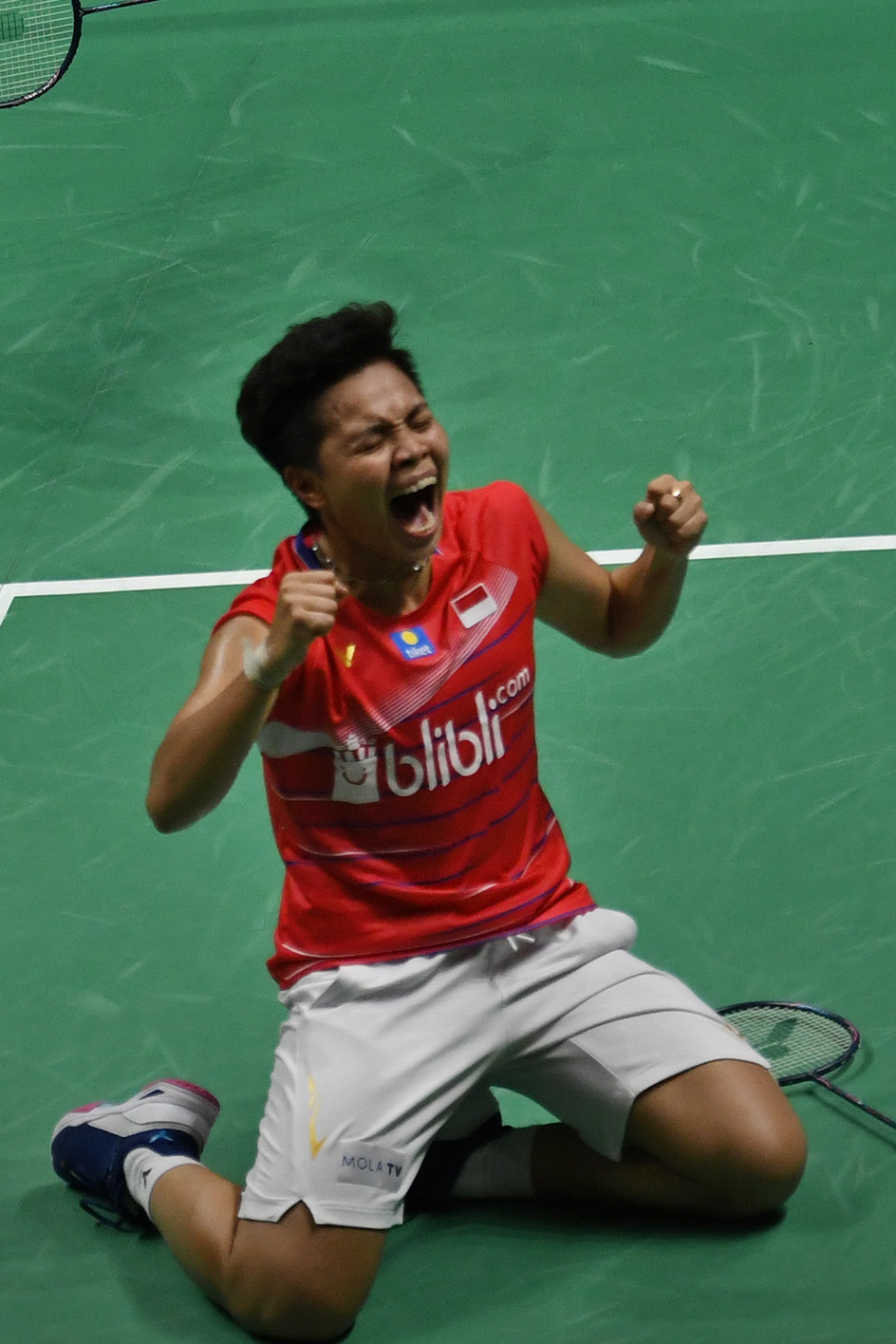
2020 인도네시아 마스터즈의 라하유

아프리야니 라하유(Apriyani Rahayu, 1998년 4월 29일 ~ )는 복식을 전문으로 하는 인도네시아 배드민턴 선수이다. 그녀와 그레이시아 폴리는 2020년 하계 올림픽에서 우승한 후 여자 복식에서 군림하는 올림픽 챔피언이다. 그녀는 2019 SEA 게임에서 금메달을 땄고 2018년과 2019년 세계 선수권 대회에서 2개의 동메달을 획득했다. 라하유는 또한 2018년 아시안 게임에서 여자 단체전 동메달을 획득했으며 이전 파트너인 그레이시아 폴리와 함께 복식에서 우승했다.